# Omar Bravo
Omar Bravo, född 4 mars, 1980 i Los Mochis, Sinaloa, är en mexikansk fotbollsspelare som spelar i CD Guadalajara. Han gjorde bland annat de två första målen för Mexiko i VM 2006 i Tyskland. Han blev i sommaren 2008 klar för Deportivo La Coruna.
Den 28 februari 2009 lånades han ut till mexikanska UANL Tigres.